# A já pořád kdo to tluče
A já pořád kdo to tluče je románová prvotina české spisovatelky Radky Denemarkové z roku 2005. Jedná se o první díl trilogie, jíž dále tvoří romány Peníze od Hitlera a Kobold. Děj se odehrává v Praze devadesátých let. Hlavními postavami jsou úspěšná dramatička Birgit Stadtherrová, jež trpí nezhojenými traumaty z dětství, a divadelní režisér Petr Buch, který za maskou zestárlého gentlemana ukrývá sadistu. Obě postavy spojuje nejen stránka pracovní, kdy Buch nastuduje jednu z Birgitiných divadelních her, ale i stránka osobní v podobě muže jménem Ralf.
Název knihy vychází z jedné z říkanek, které Birgit zpívala svým synkům, kde záměrně upravovala některá slova, aby měly říkanky depresivnější nádech. V tomto případě jde o lidovou píseň A já pořád kdo to je, že nám nedá pokoje; A já pořád, kdo to tluče a on bednář na obruče…, viz též patřičnou ukázku.

## Děj
Birgitu Stadtherrovou, nadanou a úspěšnou českou dramatičku, její matka nesnášela. Připomínala jí totiž svou vlastní pohanu ― Birgit byla dítě vzešlé ze znásilnění, navíc znásilnění mužem, který se pár let po válce projevil jako zrádce komunistického zřízení. Svůj odpor k počatému dítěti Birgitina matka zdůraznila volbou německy znějícího jména a během dospívání si pak Birgit musela vyslechnout z úst vlastní matky každodenní sprosté nadávky a ponižování, viz danou ukázku. Jediné vodítko k identitě svého otce, které od své matky Birgit dostala, je věta „Chci vědět, co dělal tvůj otec, muž jménem Ralf, za války,“ viz příslušnou ukázku. Právě tato věta předcházela znásilnění. A právě tuto větu Birgit zakomponovala do své nejnovější hry, kterou se rozhodl nastudovat stárnoucí a světově uznávaný německý režisér českého původu, Petr Buch.
Petr Buch působí dojmem usedlého staříka, žijícího v Mnichově spořádaný život s milující manželkou. Jeho soukromý život je však plný nemanželského sexu a nespoutaných až sadistických orgií. Ta před téměř dvěma lety je pro něj osudová. Spolu s dalšími v podnapilém stavu znásilnil a utýral sedmiletého chlapce. Jeho adoptivní matka, herečka a tehdejší Buchova milenka, se na znásilnění sama podílela a pomohla zahladit stopy. O tom však veřejnost ani policie zatím nevědí a Buch tak nyní veškerý svůj čas věnuje divadelním zkouškám a přípravám na premiéru Birgitiny hry. I on si nese nevyřešené otázky z dětství ― jeho otec Ralf byl za komunismu vyšetřovatelem StB a s chutí týral politické vězně. Už za první republiky byl vězeňským dozorcem a Petr se od něho dlouho, vždy však marně, snažil dozvědět, co dělal během nacistické okupace. Celá rodina v roce 1968 emigrovala a Ralf Buch si pro své ospravedlnění vymyslel historku, že musel poslouchat rozkazy a byl vlastně jen obětí komunistického systému.
Ze svého dětství si Birgit odnáší těžká psychická traumata. Působí podivínsky, vyhýbá se společnosti, pohrdá jí, doma rezignuje na pořádek, apod. Její bývalý manžel jí dal nejen německé příjmení, o což sama usilovala, ale i dva syny, které však Birgit lhostejně odložila ke své sestře Johance. Fáze několikadenních tvůrčích vypětí se u Birgit střídají s fázemi naprosté apatie. Do divadla Birgit nechodí a na opakované prosby Petra Bucha o osobní setkání nereaguje. Buch hledá u Birgit rozhřešení, sám se za ní do bytu však neodváží, psychicky se zhroutí z dlouhodobého vyčerpání a Johanka mu navíc rozmluví pokus o sebevraždu. Petr Buch neví, že Birgit je jeho dcera, a ani ona se to nikdy nedozví. Ani jeden z nich se úspěšné premiéry své hry nezúčastní. Birgit je nedlouho poté nalezena mrtvá ve svém bytě a krátce po ní umírá i Petr Buch. Policie se ho dotazovala na události jisté přes rok staré vraždy malého chlapce a Bucha ranila mrtvice. O Buchův odkaz začne s radostí pečovat jeho vdova. Jeho otec Ralf navíc in memoriam obdrží od českého prezidenta vyznamenání, protože za války údajně na bytě ukrýval dvě židovské dívky.

## Ukázky
Na rozdíl od své mladší dcery Johanky se k Birgitě její vlastní matka chovala hrubě a sprostě ji celý život urážela:
„Vo chleba poprosíš na kolenou. A vo boty taky. Dyť měla kloudný kluky, už mohla dávno táhnout do hajzlu a spláchnout za sebou, ale všechno se na ni vysralo! Dyť sem jim to hned řikala, jak překročili práh, vona je líná a tupá, prázdnej pytel sraček, vařit nic, uklízet nic, tak co vlastně. Čumět do blba, sráč jeden. Hačinky, papinky, to by se líbilo každý svini. Nic, nic, nic. Tak já taky nic.“
A já pořád kdo to tluče, str. 34
Birgitin bývalý manžel Adam, s nímž má dva dospívající syny, se v jednu chvíli zamýšlí nad společným životem s Birgit a jejím podivínským chováním. Tento úryvek pak dává název celé knize:
„Proč zrovna já to musel odskákat. Už jen ty pomatené básničky a písničky, co dětem rytmicky odříkávala a zpívala, co si posedle upravovala. Teprve pak prý budou pravdivé a připraví děti na život, obsáhnou celý život. Dívala se chlapcům do důvěřivých očí a s úsměvem donekonečna mlela ...a já pořád kdo to tluče, a on ďábel na obruče... a já pořád kdo to tluče, a on...“
A já pořád kdo to tluče, str. 65
Birgit pronásleduje snaha vypátrat svého otce, o němž mu matka nikdy nic neřekla. To jediné, co se o něm od rozčílené matky dozvěděla, bylo následující:
„Ty, ty — tvůj otec byl zrádce. Přetvařoval se do poslední chvíle. Tvůj otec byl… byl… byl jako ty! Nesnesitelně hnusnej. Jako ty.“ Matce se třásl hlas. Šourala v bílé louži a Birgit zacukaly koutky. Klokotal v ní smích. Vítězství. Matka je v úzkých. Už bude vždycky. A nikdy to Birgit neodpustí. „Ten zvrhlej chlap zmizel po jedný jediný otázce. Než si dosyta užil. Jediný otázce. — Chci vědět, co dělal tvůj otec, muž jménem Ralf, za války. — To sem se ho zeptala. A on zmizel. Přeber si to, jak chceš. A vypadni. Vypadni, ty hnuse!“
A já pořád kdo to tluče, str. 113